# Can Babaià
Can Babaià és un edifici del municipi de Vidreres (Selva) inclosa en l'Inventari del Patrimoni Arquitectònic de Catalunya.

## Descripció
Es tracta d'una masia de planta rectangular que consta de dos pisos. Per una banda, tenim la planta baixa que inclou tres obertures, com són el portal d'accés rectangular, el qual ha perdut la llinda monolítica de coronament, però no els muntants de pedra, flanquejat per dues obertures -una a cada banda- rectangulars i poc rellevants. Pel que fa al primer pis o planta noble, té tres obertures de similars característiques, és a dir: rectangulars, de llinda monolítica conformant un arc pla, amb muntants de pedra i ampit treballat. Cal ressaltar que l'orientada a llevant està bastant deteriorada i degradada. Comentar que la casa ha estat habilitada amb la construcció i adossament de diversos afegits tant en la part davantera com en la posterior, per a solucionar les mancances -siguin d'espai o bé de funcionalitat- que no podia solucionar la masia antiga.
La masia està coberta amb una teulada de vessants a laterals. Cal remarcar que, fins fa poc temps, la masia estava equipada amb un element molt interessant, sinó per la seva funcionalitat i utilització, ja que portava molts anys inoperant, si pel seu alt valor històric i d'antiguitat, com era un molí de vent. Aquest va sobreviure fins a l'any 2004, any en el qual es va esfondrar definitivament.

## Història
L'actual propietari de la masia conserva una rajola en la qual s'indica la data de construcció de la masia, com és l'any 1803.